# Fundata, Ialomița
Fundata este un sat în comuna Perieți din județul Ialomița, Muntenia, România.

## Monument
La intrarea în Fundata, dinspre gară, se află un monument ridicat spre a nu se uita Deportările în Bărăgan, “în amintirea celor 12.798 familii totalizând 40.320 persoane cărora li s-a stabilit domiciliul obligatoriu, în anul 1951, în 18 localități din Bărăgan”. 